# Peucetia viridans
Peucetia viridans is een spin uit de familie van de lynxspinnen (Oxyopidae) die voorkomt in Noord-Amerika, Midden-Amerika en Venezuela.
Het vrouwtje wordt 22 mm groot, het mannetje wordt 12 mm. De spin is lichtgroen gekleurd met roodbruine spikkels op verschillende plekken. De oogregio is bekleed met fijne witte haartjes. De poten zijn groen tot geel met zwarte stekels en vlekken. Vrouwtjes kunnen tijdens de zwangerschap, die 16 weken duurt, hun kleur aanpassen aan de omgeving. De groene lynxspin bijt zelden mensen. Hoewel de beet best pijnlijk kan zijn, is die ongevaarlijk. Ze leven op landbouwgrond waar ze veel ongedierte verorberen, maar ook nuttige dieren, zoals bijen. De soortnaam, Latijn voor 'groen zijnde', mag niet worden verward met P. viridana, een soort die voorkomt in India en Myanmar of P. viridis, die voorkomt in Spanje en Afrika.